# The Long Game
"The Long Game" (intitulado "O Longo Jogo" no Brasil) é o sétimo episódio da primeira temporada da série de ficção científica britânica Doctor Who, transmitido originalmente através da BBC One em 7 de maio de 2005. Foi escrito por Russell T Davies e dirigido por Brian Grant.
No episódio, o alienígena viajante do tempo conhecido como o Doutor (Christopher Eccleston) e sua acompanhante Rose Tyler (Billie Piper), tendo sido acompanhados pelo gênio Adam Mitchell (Bruno Langley), pousam na estação espacial chamada Satélite 5 no ano 200 000, que transmite notícias por todo o império humano. No entanto, o Doutor percebe algo suspeito no local: não há alienígenas e aqueles que são promovidos ao Andar 500 desaparecem. Ele e Rose descobrem que o Editor (Simon Pegg) e um alienígena estão controlando o resto da humanidade por meio da imprensa. Enquanto isso, Adam comete um erro que força o Doutor e Rose a levá-lo para casa.
O conceito de "The Long Game" foi originalmente enviado por Davies ao escritório de roteiros de Doctor Who na década de 1980. O roteirista também estava interessado em fazer uma trama sobre um acompanhante falho. Além disso, os críticos apontaram que a história é uma sátira à mídia. A produção do episódio ocorreu em Newport em novembro e dezembro de 2004 e em Coryton, Cardiff, em dezembro. Foi assistido por 8,01 milhões de espectadores no Reino Unido e recebeu avaliações geralmente mistas dos críticos.

## Enredo
O Doutor, Rose e Adam chegam ao Satélite 5, uma estação espacial orbitando a Terra no ano 200 000. O Doutor consegue alguns créditos para Adam e Rose comprarem comida enquanto ele olha ao redor, conhecendo uma mulher chamada Cathica, uma repórter que lhe diz que a estação é uma torre gigante transmitindo notícias pelo planeta. Ela os leva a uma sala onde se senta em uma cadeira localizada no centro de uma mesa redonda. Os repórteres são conectados ao computador por meio de uma porta especial instalada diretamente no cérebro. O Doutor acredita que há um propósito malévolo na estação que está impedindo o desenvolvimento humano. Ele descobre com Cathica que alguns poucos selecionados são convidados para o Andar 500, que se acredita ser a maior promoção que pode ser conquistada na estação.
O Doutor, com Rose, invade os sistemas de computador da estação e é detectado pelo Editor, que permite que os dois viajem para o Andar 500, com Cathica seguindo logo depois. No local, eles encontram o Editor direcionando o controle sobre a estação através de vários humanos mortos. No teto reside o Editor-Chefe, um Jagrafess, a quem o Editor responde. O Doutor descobre que a criatura controla a vida das pessoas no planeta abaixo manipulando as notícias.
Enquanto isso, Adam descobre que pode obter acesso a informações sobre o futuro da Terra. Ele tem uma porta de informações instalada em seu cérebro e usa o telefone de Rose para ligar para sua secretária eletrônica em casa e transferir dados para ela. A porta também permite que o Jagrafess entre na mente dele, que descobre sobre o Doutor e faz planos para matá-lo. O Doutor, ciente da presença de Cathica do lado de fora da sala, comenta em voz alta sobre como alterar a temperatura do ambiente provavelmente mataria o Jagrafess. Ela então inverte o sistema de resfriamento, fazendo com que o Andar 500 superaqueça, matando o Jagrafess e o Editor. À medida que os humanos a bordo da estação e na Terra acordam do estupor em que estavam, o Doutor parabeniza Cathica e lhe dá esperança para o futuro. O Doutor descobre o plano de Adam e o leva para sua casa e destrói a secretária eletrônica e o diz que não é mais bem-vindo na TARDIS. O Doutor sai com Rose, assim que a mãe de Adam chega em casa e acidentalmente ativa a porta dele.

## Produção
No livro The Shooting Scripts, Russell T Davies afirma que ele originalmente havia se proposto a escrever este episódio da perspectiva de Adam, observando a aventura se desenrolando de seu ponto de vista (exatamente como Rose no episódio de mesmo nome) e vendo tanto o Doutor quanto Rose como personagens enigmáticos e assustadores. Ele até deu a este esboço um título provisório: "Adam". Outro título provisório para esta história foi "The Companion Who Couldn't" (O acompanhante que não conseguiu). De acordo com Davies, o conceito de "The Long Game" foi originalmente escrito no início dos anos 1980 e submetido ao escritório de produção de Doctor Who. Não foi revelado se alguém da equipe de produção da série o leu na época, já que Davies recebeu uma carta de rejeição da unidade de roteiro da BBC aconselhando-o a escrever uma televisão mais realista sobre "um homem e sua hipoteca". Davies retrabalhou a história para a série revivida.

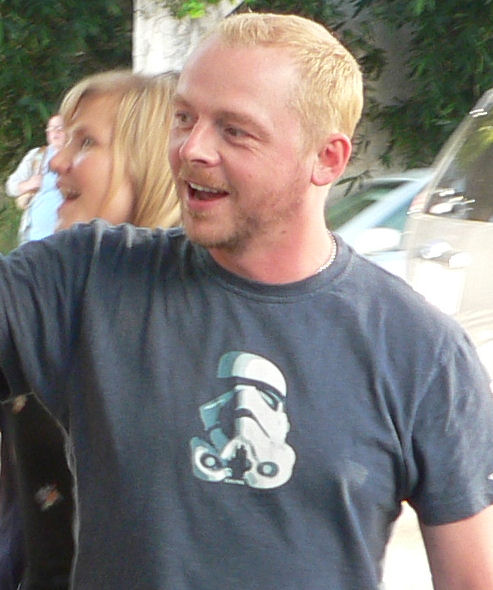
"The Long Game" conta com a participação especial de Simon Pegg, que gostou de interpretar o vilão.

No comentário do DVD para este episódio, o diretor Brian Grant e o ator Bruno Langley se referem a uma motivação adicional para as ações de Adam. Aparentemente, em rascunhos anteriores do roteiro, o pai do personagem sofria de uma doença que era incurável em sua época (2012) e ele esperava aprender sobre uma cura que havia sido descoberta entre aquele ano e 200 000. No roteiro para ser gravado, a condição era artrite. Nenhum traço dessa motivação permanece no programa finalizado, embora Grant a discuta como se ainda estivesse presente. Langley e Grant também revelam que o "vômito congelado" que Adam cospe em uma cena era na verdade um "cubo de gelo de kiwi e laranja".
Simon Pegg cresceu com Doctor Who e considerou uma "grande honra" ser uma estrela convidada. Ele ficou satisfeito por ter sido escalado como um vilão. Pegg já havia interpretado Don Chaney no áudio-drama do Oitavo Doutor, Invaders from Mars. Quando o Editor anuncia o nome da Jagrafess para o Doutor e Rose, ele o pronuncia como "O Poderoso Jagrafess do Sagrado Hadrajassico Maxaraddenfoe". Pegg declarou durante entrevistas que achou essa uma fala extremamente difícil de dizer. O dublador Nicholas Briggs gravou o trabalho de voz para o Jagrafess, mas sua contribuição não foi usada porque soava muito semelhante à Consciência Nestene (que Briggs havia dublado em "Rose"). "The Long Game" foi produzido singularmente no quarto bloco de produção da primeira temporada. As filmagens em estúdio ocorreram no galpão da Unidade Q2 em Newport de 30 de novembro a 3 de dezembro, em 7 de dezembro e de 10 a 15 de dezembro de 2004. O cenário usado para os andares 139 e 500, o cenário da sala de controle e o cenário da casa de Adam foram gravados no antigo edifício BT em Coryton, Cardiff, em 6, 8 e 9 de dezembro. O cenário da casa foi posteriormente reconstruído para gravação em Newport em 15 de dezembro. O Jagrafress foi inteiramente feito de imagens geradas por computador animadas pelo estúdio The Mill. Foi dado a ele um design semelhante ao de um tubarão, com a intenção de que ele "mordesse" como um. A aparência inicial também foi descrita como um "pedaço de carne no teto".

## Transmissão e recepção
"The Long Game" foi transmitido pela primeira vez no Reino Unido pela BBC One em 7 de maio de 2005. Os números de audiência durante a noite mostraram que o episódio foi assistido por 7,51 milhões de espectadores ao vivo, uma participação de 38,9%. Recebeu uma audiência final de 8,01 milhões de espectadores no Reino Unido, a sexta transmissão com maior audiência na BBC One na semana. O episódio recebeu uma pontuação de 81 no Índice de Apreciação do Público. "The Long Game" foi lançado em DVD na Região 2 junto com os episódios seguintes "Father's Day", "The Empty Child" e "The Doctor Dances" em 1 de agosto de 2005. Foi então relançado como parte do boxset da primeira temporada em 21 de novembro de 2005.
O episódio recebeu críticas geralmente mistas. A SFX Magazine descreveu-o como um episódio "ok" que lembrava o episódio anterior "The End of the World". Apesar de elogiar Pegg, o tema do "controle da mídia" e o Jagrafess, eles o criticaram por "[falhar] em capturar a imaginação" porque não havia "nenhum senso real palpável de ameaça" e que a cultura humana parecia idêntica à moderna. Rupert Smith do The Guardian escreveu: "Qualquer coisa que satirize a profissão de jornalista está tudo bem para mim, mas o episódio fez isso com estilo". Arnold T Blumburg do Now Playing deu a "The Long Game" uma nota "B−", descrevendo-o como "divertido" e um retorno bem-vindo à série clássica. No entanto, ele questionou a tradição em desenvolvimento do Doutor não ser o herói da história e observou que havia algumas pontas soltas. Ao analisar o episódio em 2013, Patrick Mulkern, da Radio Times, foi mais positivo, escrevendo que ele "atua brilhantemente como uma sátira da mídia". Ele também elogiou o elenco e os personagens convidados e a saída de Adam. Em 2011, Mark Harrison, do Den of Geek, escreveu que "Em retrospecto, 'The Long Game' é um episódio subestimado e perfeitamente agradável no meio da temporada", elogiando a saída de Adam.
Ao analisar "The Long Game" para o The A.V. Club em 2013, Alasdair Wilkins deu uma nota "B−". Ele achou "não essencial" e comentou que não estava muito claro os motivos do Editor e do Jagrafess, mas a performance de Pegg foi quase o suficiente para compensar. No geral, ele achou que a história "apresenta algumas ideias simples demais, com o efeito cumulativo de que esta é uma história que parece leve na melhor das hipóteses, subdesenvolvida na pior. O episódio dificilmente é um fracasso, mas poderia ter sido muito mais." Em Who Is the Doctor, um guia para a série moderna, Graeme Burk descreveu o episódio como "divertido, embora nada espetacular." Ele chamou Pegg de melhor estrela convidada da série até aquele momento, e afirmou que Langley fez um "trabalho excelente" ao transmitir Adam, mas ele achou que o episódio não tinha muito mais além da trama de um acompanhante falho. Burk criticou a sátira por não ser sutil o suficiente e tomar emprestado de outras histórias como Mil Novecentos e Oitenta e Quatro. Ele também comentou que era uma pena que os motivos de Adam fossem cortados, assim como o desenvolvimento entre ele e Rose. A coautora de Burk, Stacey Smith?, foi mais positiva, opinando que uma sátira não precisava ser sutil para ser eficaz e que os espectadores ainda poderiam relacioná-la com a mídia de hoje. Ela também elogiou a maneira como "The Long Game" mostrou o Nono Doutor como uma "figura inspiradora". Os dois também questionaram a decisão de deixar Adam no século XXI com tecnologia do futuro.